# Подушный оклад
Поду́шная по́дать (также поду́шный окла́д, поду́шный нало́г) — форма налога, подати, взимаемой в одинаковом или примерно одинаковом размере с каждого подлежащего обложению человека по результатам переписи.
Подушная подать существовала в Древнем Риме под названием «capitatio». В большинстве государств и стран потеряла распространение к началу XX века в связи с введением подоходного налога. В России подушная подать была введена Петром I в 1724 году. Тогда же начата поголовная перепись податного населения и определён налог с души (исключая дворян и лиц духовного сословия). Налогом облагались все мужчины податных сословий независимо от возраста: и новорождённые, и старики. Устанавливались также неодинаковые ставки для различных категорий податного сословия: государственные крестьяне платили больше, чем крепостные.

## В Российской империи
Для сбора денег на содержание регулярной армии указ Петра I от 26 ноября 1718 года потребовал в течение года провести перепись населения мужского пола (собрать «сказки») и «расписать на сколько душ солдат рядовой с долей на него роты и полкового штаба положа средний оклад». Перепись была закончена лишь к началу 1722 года, удалось насчитать около пяти миллионов человек. Первая ставка налога составила 80 копеек с души в год, в дальнейшем снизилась до 74 копеек, затем до 70 копеек в год в связи с улучшением охвата населения переписями. Старообрядцы платили обложение в двойном размере (до 1782 года), отсюда их народное название «двоедане». Первоначально купцы также были обложены податью, но уже в 1775 году она была заменена процентным сбором с объявленного капитала.
В дальнейшем инфляция и увеличенные расходы государства привели к повышению подати до 1 рубля в 1794 году. К 1867 году размер подати зависел от местности и составлял от 1 рубля 15 копеек до 2 рублей 61 копейки.
В XVIII веке подушная подать составляла 50 % государственных доходов, в дальнейшем эта доля снижалась по мере развития косвенного налогообложения. В 1866 году, за исключением Бессарабии и Сибири, подать прекратили собирать с мещан и цеховых.
Сложности со сбором подати и огромные недоимки привели к тому, что с 1 января 1887 года подушная подать, как всероссийский налог, прекратила своё существование и после этого срока продолжала взиматься только в Сибири, а с 1 января 1899 года сбор подушной подати был прекращён и в Сибири за исключением преимущественно районов, где сбор поземельной подати был затруднён из-за слабого распространения земледелия .